# Frumușica (Botoșani)
Frumușica est une commune du județ de Botoșani en Roumanie.